# Kilbeggan (distillerie)
Cet article concerne la distillerie. Pour la ville, voir Kilbeggan.
Kilbeggan Distillery, anciennement Brusna Distillery et Locke's Distillery, est une distillerie de whisky irlandais située dans la ville de Kilbeggan dans le comté de Westmeath en Irlande.

## Histoire

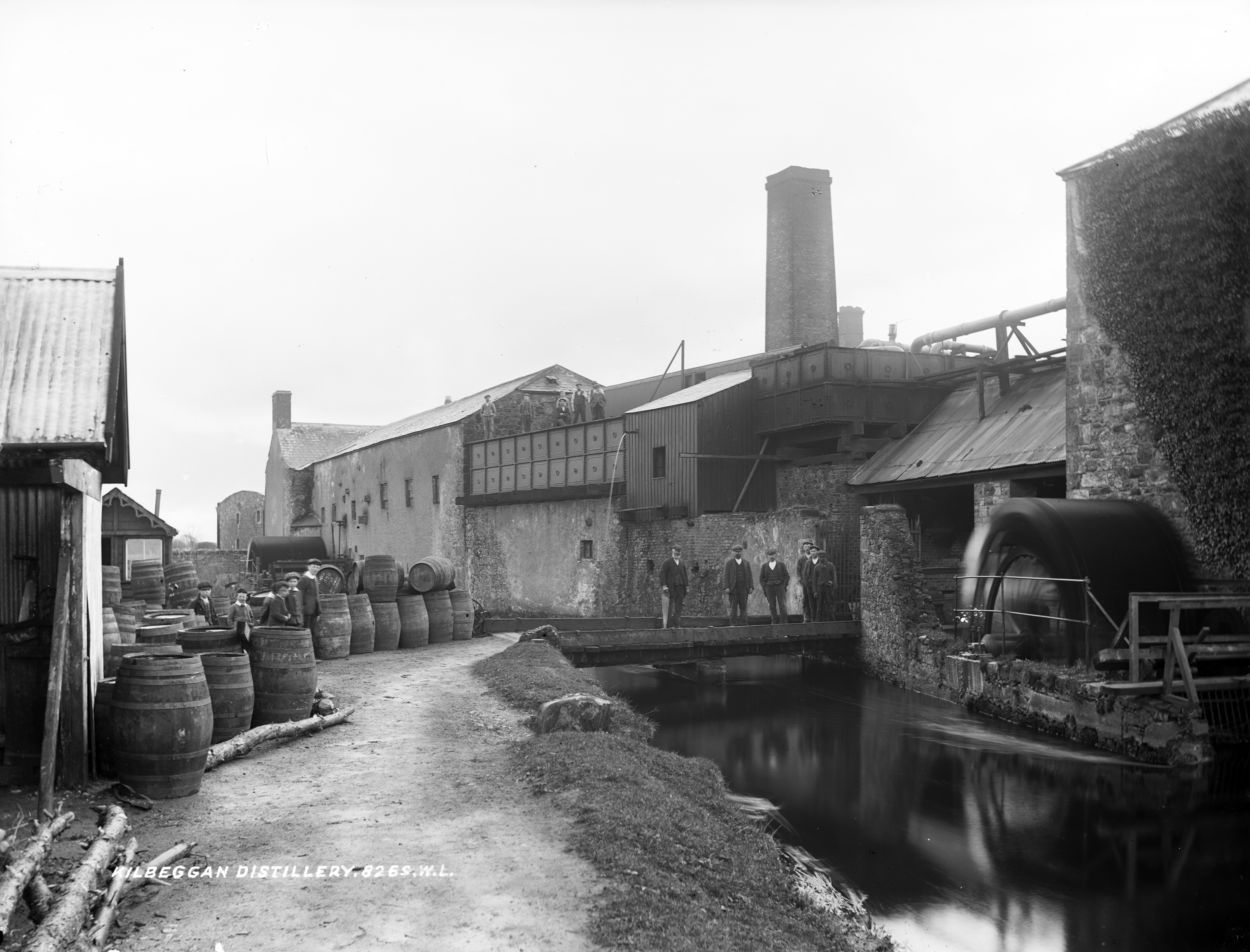
La distillerie vers 1905.

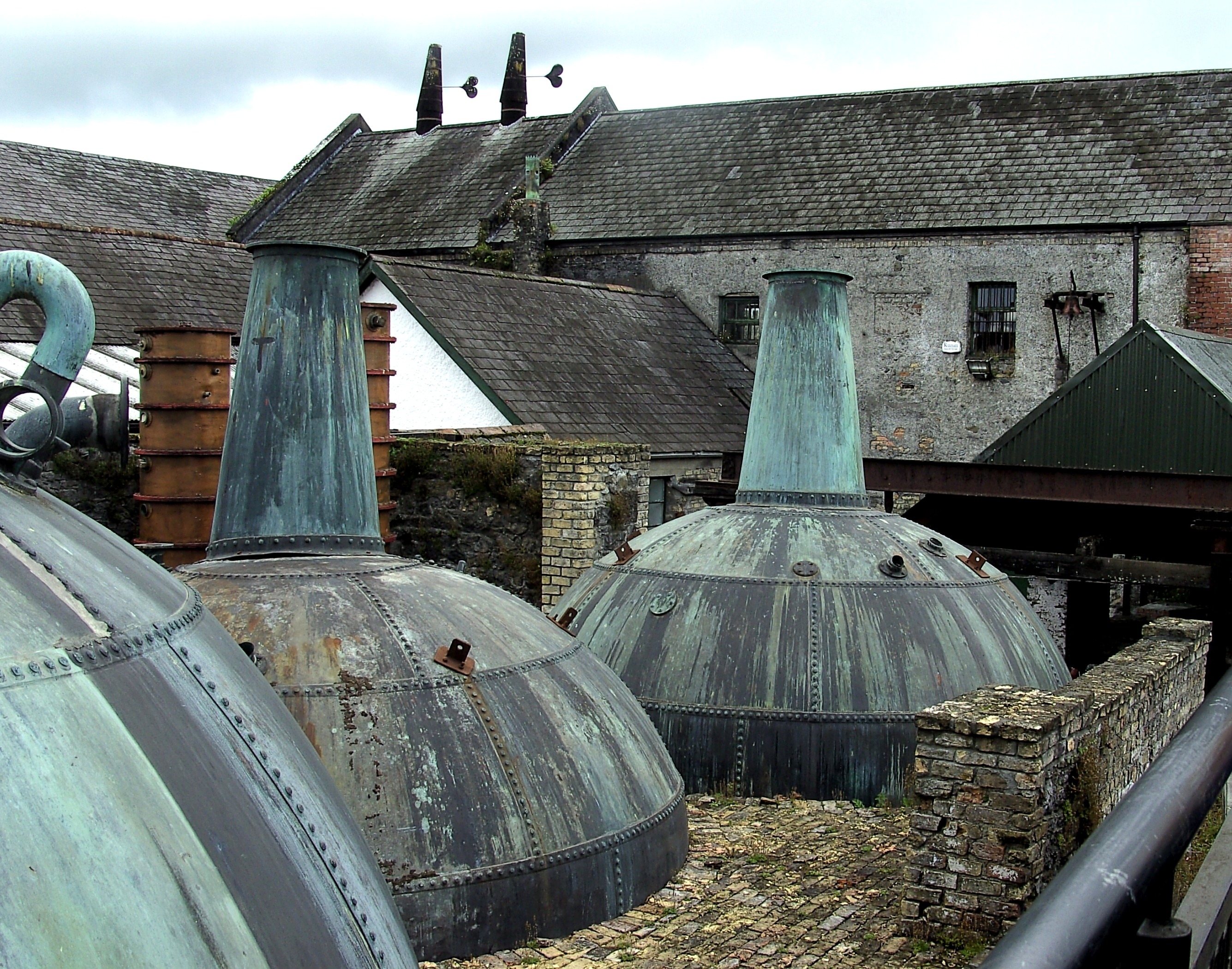
Triple distillation du whisky.

La licence de la distillerie remonte à 1757, ce qui la fait la plus ancienne de son genre en Irlande. Fondée par Matthew MacAnus, elle est rachetée par la famille Locke en 1843, qui la gère jusqu'à aux années 1950.  
En 1954, les effets cumulés de la prohibition aux États-Unis, de la Grande Dépression et des différents conflits militaires et politiques dans la première moitié du XXe siècle, obligent la distillerie à finir sa production en 1954. En 1957 elle ferme ses portes. 
En 1982, la «  Kilbeggan Preservation and Development Association » remanie l'ancien bâtiment et le rouvre en tant que musée public. La distillerie est acquise par Cooley Distillery en 1988. Sa production est réactivée le 19 mars 2007, bien que le plus grand volume de whisky Kilbeggan soit produit par Cooley.
Depuis 2012, les distilleries Cooley et Killbegan, ainsi que ses marques, sont détenues par Beam Suntory.

## Galerie

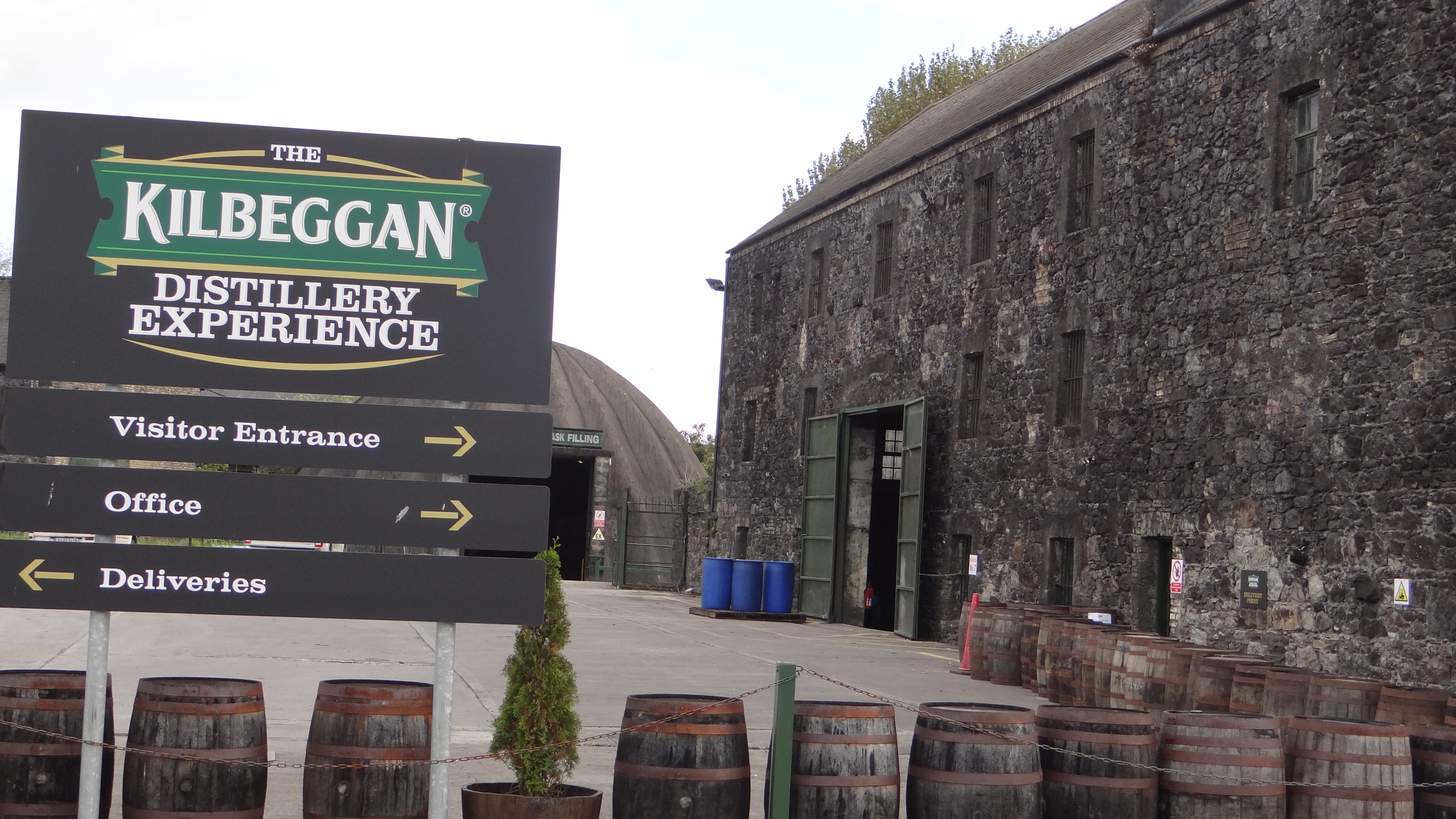
Bâtiment principal.
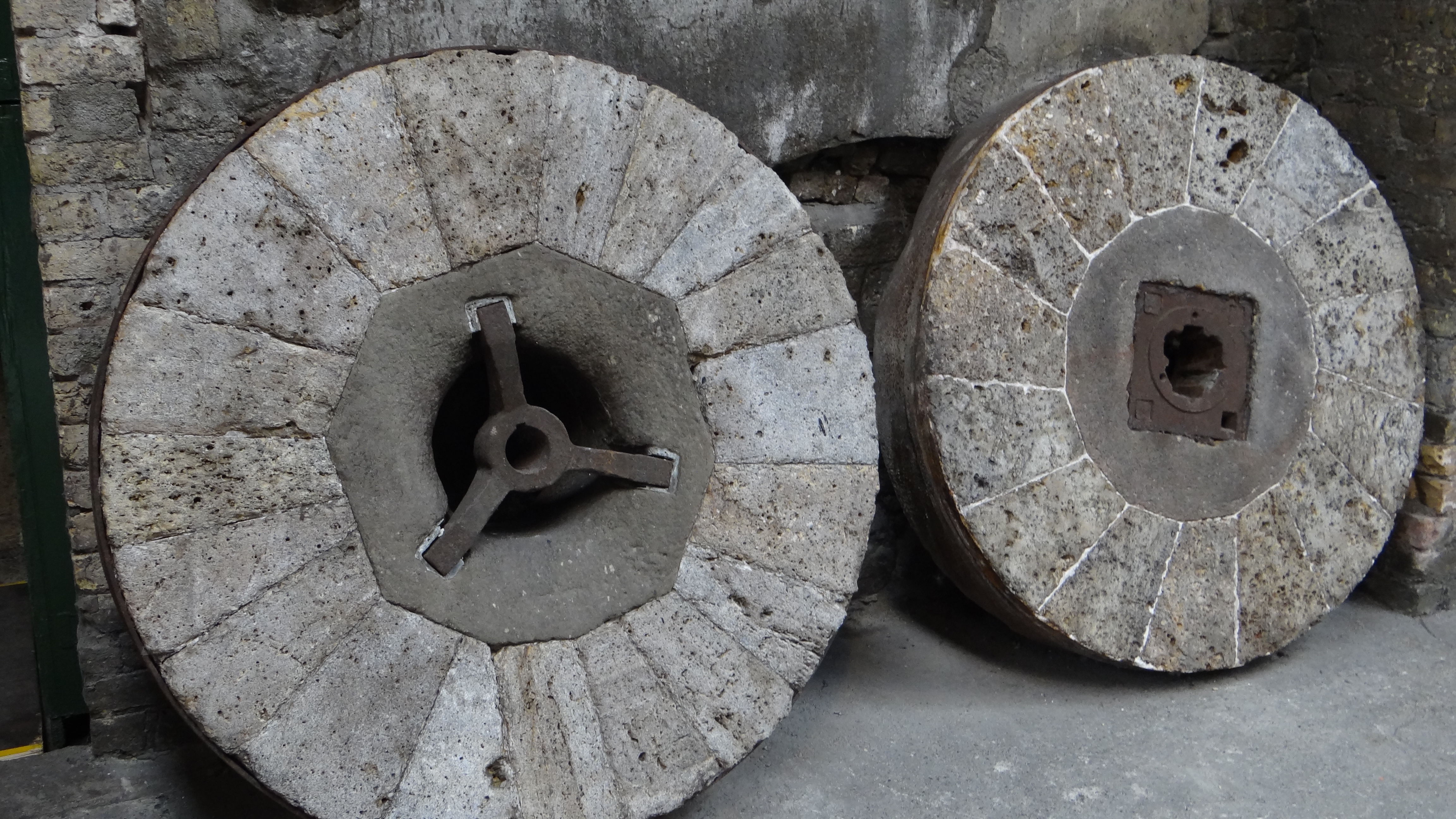
Pierres du moulin servant à broyer les céréales pour la distillation.
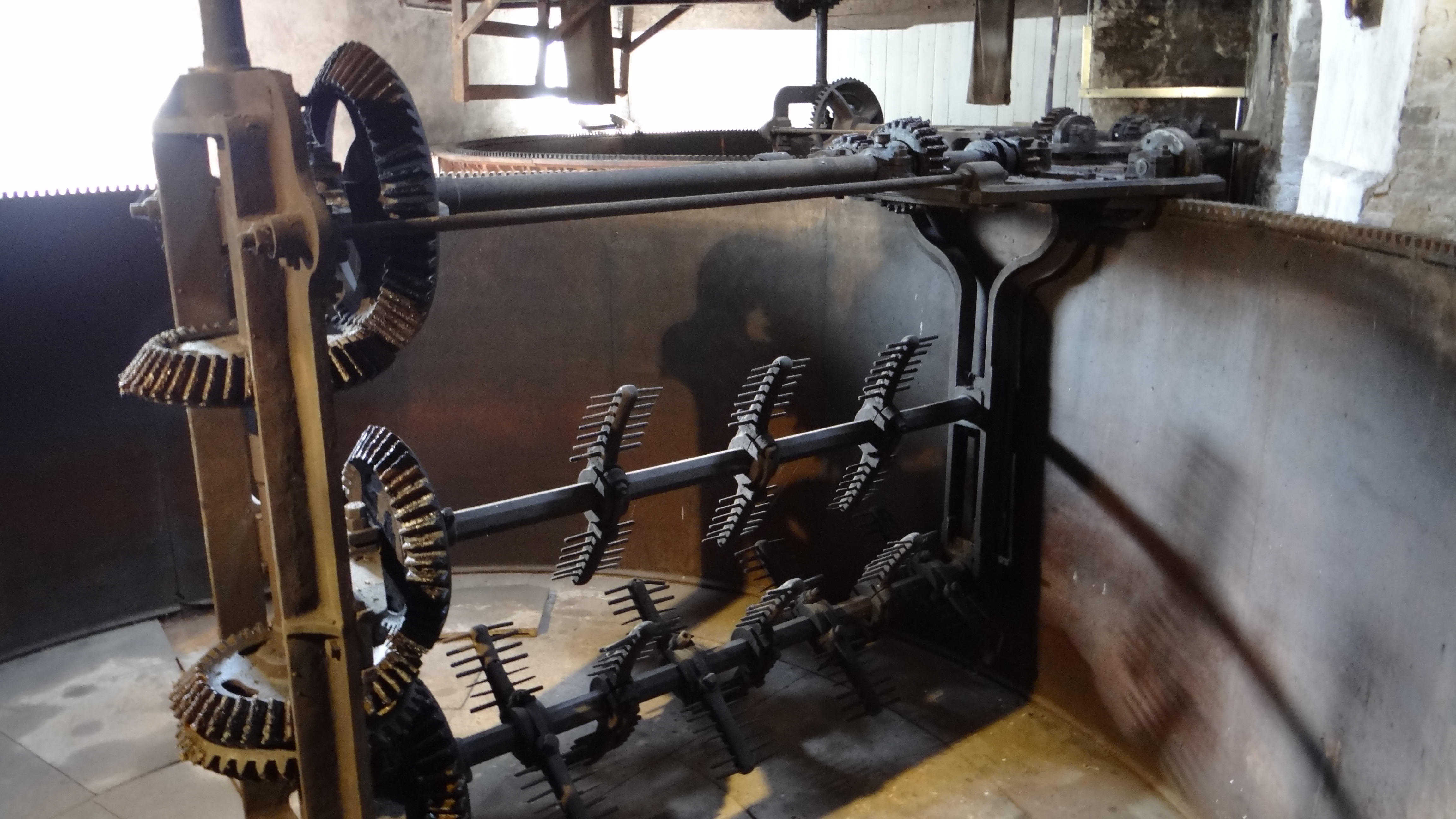
Intérieur d'une cuve-matière avec son dispositif de brassage.
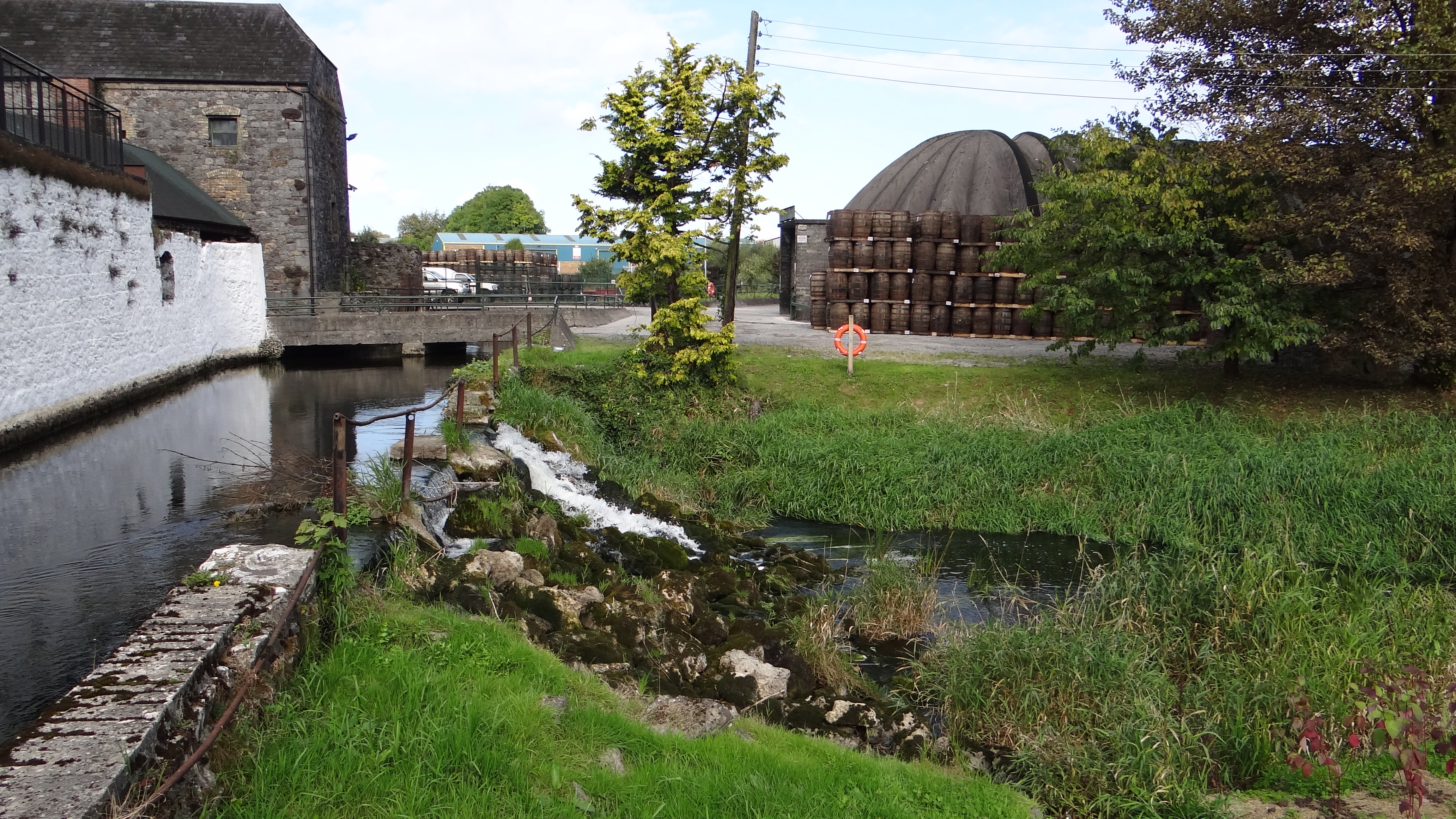
Bâtiment le long de la rivière Brosna.
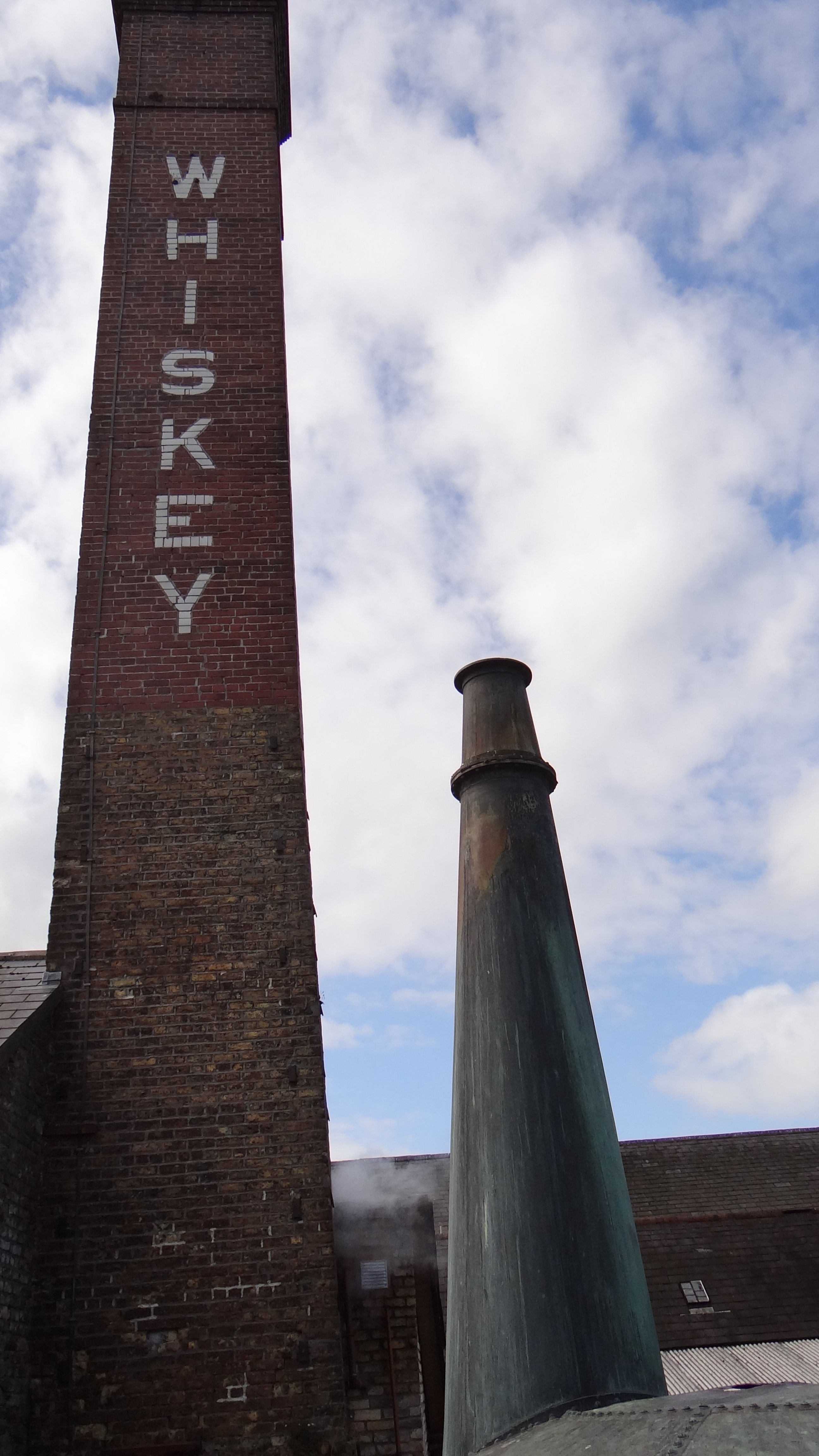
Cheminée en brique.
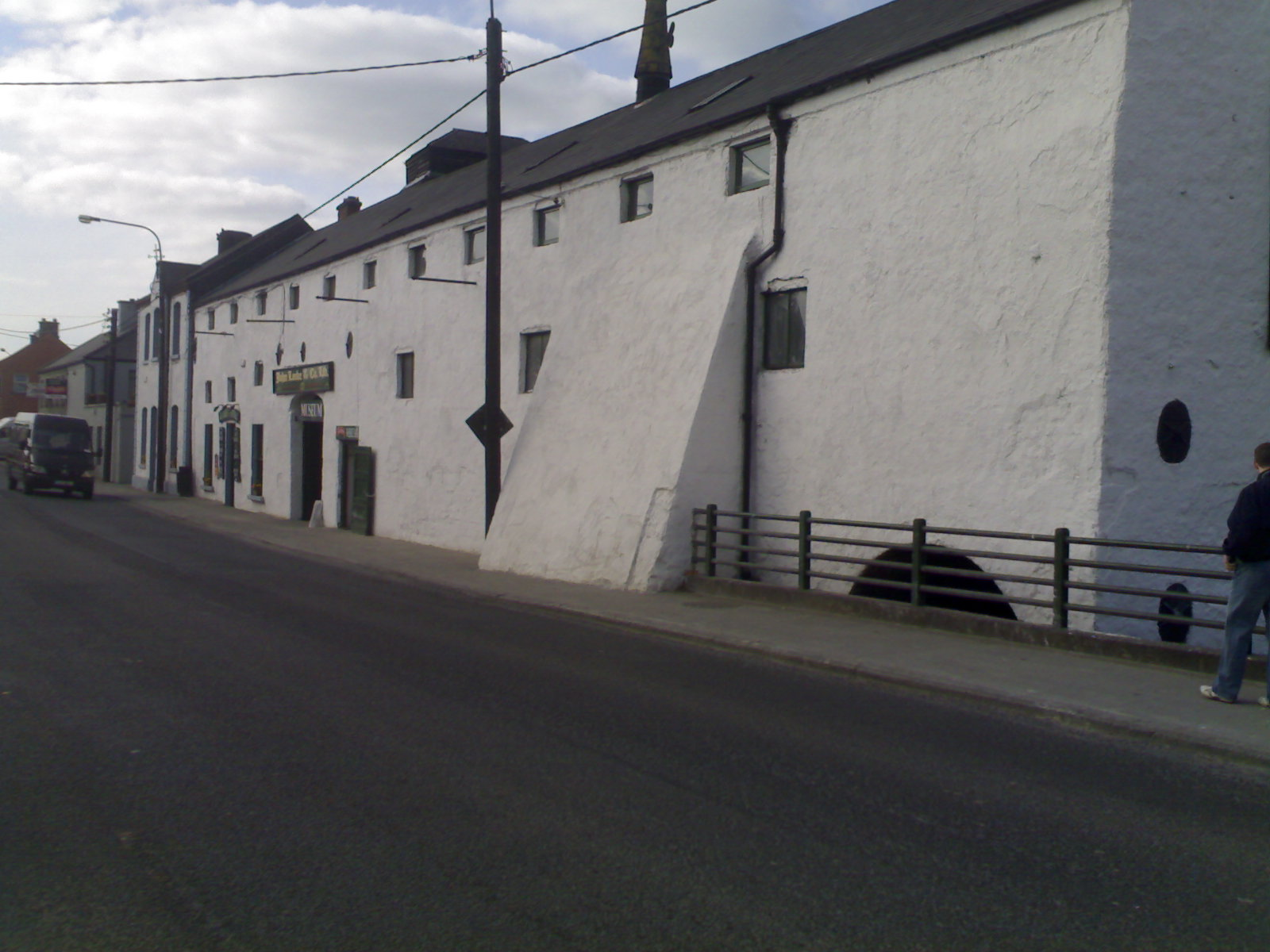
Distillerie Lockes vue de la rue.